# Steve Voien
Steve Voien is een Amerikaans auteur van thrillers. Hij schrijft voornamelijk politieke-ecothrillers waarin een messcherp politiek plot wordt gecombineerd met ecovraagstukken.